# Podul Lyduvėnai
Podul feroviar Lyduvėnai (în lituaniană Lyduvėnų geležinkelio tiltas) este un pod feroviar care traversează râul Dubysa în dreptul localității Lyduvėnai din districtul Raseiniai. Cu o lungime de 599 m și o înălțime de 42 m, Lyduvėnai este cel mai lung și cel mai înalt pod din Lituania. Podul se află la km 50+700, pe tronsonul de cale ferată Radviliškis-Pagėgiai.

## Istoric
Primul pod de pe amplasamentul respectiv a fost construit de către soldații germani în 1916, ca parte a căii ferate care urma să lege Prusia Răsăriteană de Jelgava, începută în 1915. Având o lungime de 670 m (570 m, după altă sursă) și o structură realizată în întregime din lemn, podul era la acea dată unul din cele mai mari de acest tip din Europa. În momentul inaugurării, podul a primit numele șefului Marelui Statul Major al armatei germane, feldmareșalul Paul von Hindenburg. Acest pod era însă unul temporar, construit rapid ca o necesitate de război, și nu era sigur, clătinându-se la trecerea trenurilor.
În toamna anului 1916, lângă podul de lemn a început construcția unui nou pod cu structură din oțel și beton armat. Construcția a fost terminată în primăvara anului 1918, iar cea veche din lemn a fost demolată. Noul pod, pe care a fost amplasată o statuie a cancelarului Otto von Bismarck, a primit și el numele de Paul von Hindenburg. Podul avea nouă deschideri de câte 62,4 metri, lungimea totală a tablierului fiind scurtată la 570 de metri, însă înălțimea a rămas aceeași, 42 de metri. Primul tren a traversat noul pod în luna mai 1918.
Înainte de al Doilea Război Mondial, între cinci și 12 mii de pasageri călătoreau zilnic cu trenul pe tronsonul de cale ferată Radviliškis-Pagėgiai, deci implicit și pe podul Lyduvėnai, o cifră semnificativă pentru acea vreme. La acest trafic intens se adăugau trenurile de marfă.
În 1944, acest al doilea pod a fost aruncat în aer de trupele germane aflate în retragere, dar geniștii sovietici, folosind prizonieri de război germani, au construit un pod provizoriu din lemn. Acest pod era șubred și se clătina, astfel că, șapte ani mai târziu, forțele sovietice de ocupație au construit un nou pod din oțel și beton armat. Lucrările au început în 1951, noul pod fiind inaugurat pe 1 mai 1952. Pentru construcție, sovieticii au folosit pilele, grinzile și alte elemente ale vechiului pod care nu fuseseră afectate de dinamitarea lui în 1944. Astfel, șase din cele nouă grinzi metalice sunt de producție sovietică, realizate în 1951, însă celelalte trei sunt germane, rămase de la podul din 1918. Conform unor studii efectuate între anii 2004 și 2006 în vederea reabilitării podului, s-a dovedit că grinzile germane au fost calculate să reziste la o încărcătură de 350 de tone, în timp ce grinzile rusești la doar 250 de tone.
Podul a fost supus unor lucrări de reparații între 2001-2005, efectuându-se consolidări, reconstrucția unor elemente, instalarea de scări pentru inspecție și revopsire. Pe 13 februarie 2008, prin decretul nr. 155 al Guvernului Republicii Lituania, podul Lyduvėnai a fost declarat monument istoric.
În 2020, în urma constatării degradării structurii, a fost organizată o licitație publică pentru reabilitarea totală și restaurarea podului. Licitația a fost câștigată de compania lituaniană de specialitate UAB Švykai, iar lucrările au început în noiembrie 2020. În cadrul acestora au fost efectuate reparații, au fost înlocuite unele din componentele metalice ale podului iar altele fost ranforsate, traversele de lemn ale căii ferate au fost schimbate, solul a fost stabilizat și îmbunătățit cu lianți și s-au efectuat lucrări de izolare a infiltrațiilor. Reabilitarea întregii construcții s-a desfășurat fără întreruperea traficului feroviar. În final, structura metalică a fost protejată împotriva coroziunii, fiind grunduită și revopsită. Aproximativ 30 000 de litri de vopsea de culoare RAL7010 au fost folosiți pentru acoperirea unei suprafețe de circa 32 000 m2. Conform caietului de sarcini, valoarea lucrărilor a fost de 2 602 364,06 de euro fără TVA, iar termenul de execuție de 24 de luni.
În iulie 2022, compania LTG Infra, administratorul podului, a semnat un parteneriat cu Serviciul de Stat pentru Arii Protejate, în urma căruia s-a angajat să implementeze un proiect de adaptare a podului feroviar Lyduvėnai pentru accesul vizitatorilor. Conform parteneriatului, compania de infrastructură feroviară urma să organizeze o licitație pentru găsirea unui antreprenor care să modifice în acest sens trotuarul de acces pentru serviciu tehnic, iar Serviciul de Stat pentru Arii Protejate urma să finanțeze lucrarea, deoarece podul este situat în aria protejată Parcul Regional Dubysa.
În decembrie 2022 s-a anunțat că licitația a fost câștigată de aceeași firmă UAB Švykai care reabilitase podul cu începere din noiembrie 2020. Valoarea investiției a fost estimată la 1,46 milioane de euro fără TVA, termenul de execuție precizat prin caietul de sarcini fiind de opt luni, iar lucrările presupun instalarea unui pavaj nou pe trotuarul de serviciu tehnic, montarea de instalații de iluminat și scări, construcția unei parcări în vecinătate și a unei căi de acces de la aceasta până la pod, precum și amplasarea de panouri informative și indicatoare.

## Caracteristici tehnice și dimensionale
Lyduvėnai este un pod feroviar cu suprastructura metalică de tip grinzi cu zăbrele cu calea sus. Podul are opt pile din beton armat și nouă deschideri. Lungimea sa totală este de 599 m, lățimea de 4,5 m, iar înălțimea maximă de 42 m. Podul este traversat de singurul fir al căii ferate Radviliškis-Pagėgiai și traversează la rândul lui valea râului Dubysa și drumul regional 3516 Kušeliškė – Lyduvėnai – Maironiai.

## Galerie de imagini

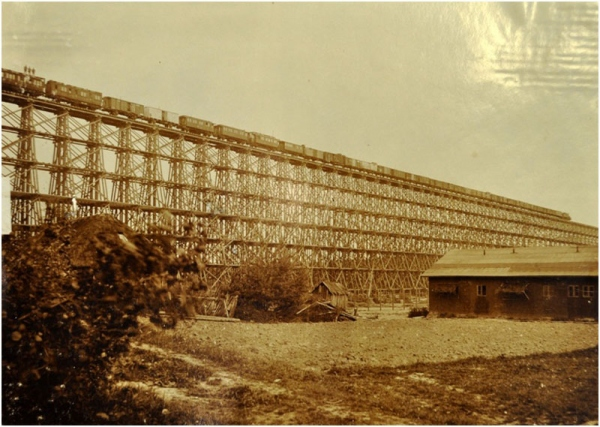
Podul de lemn în 1916
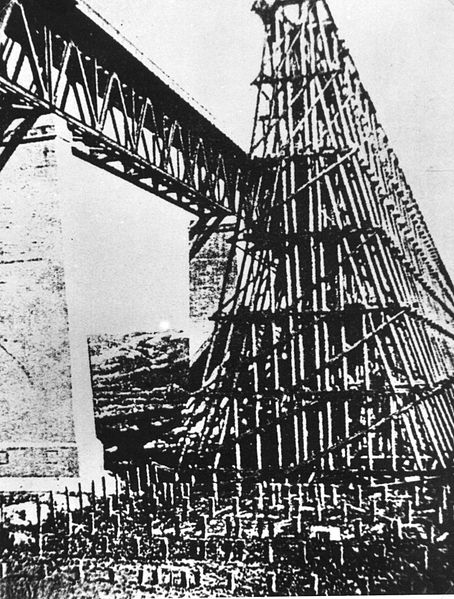
Podul de lemn și podul nou
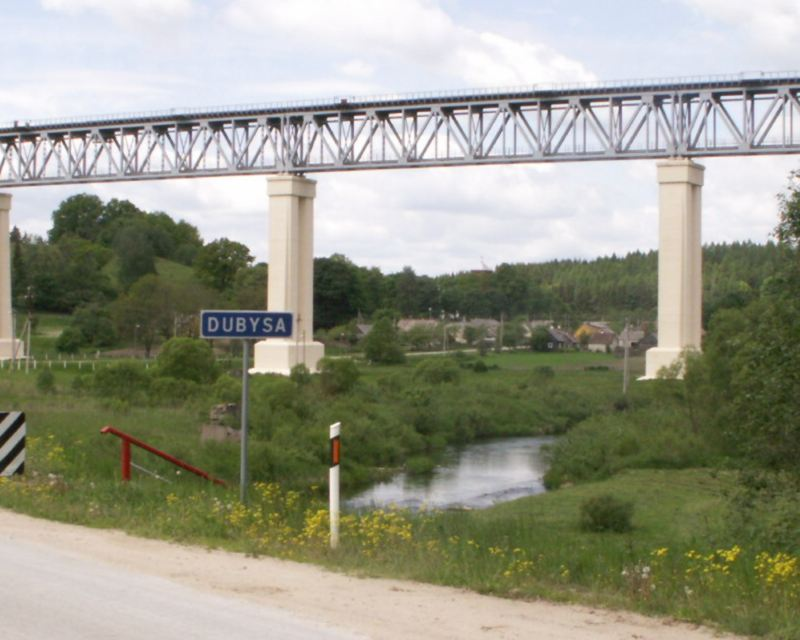
Râul Dubysa sub pod
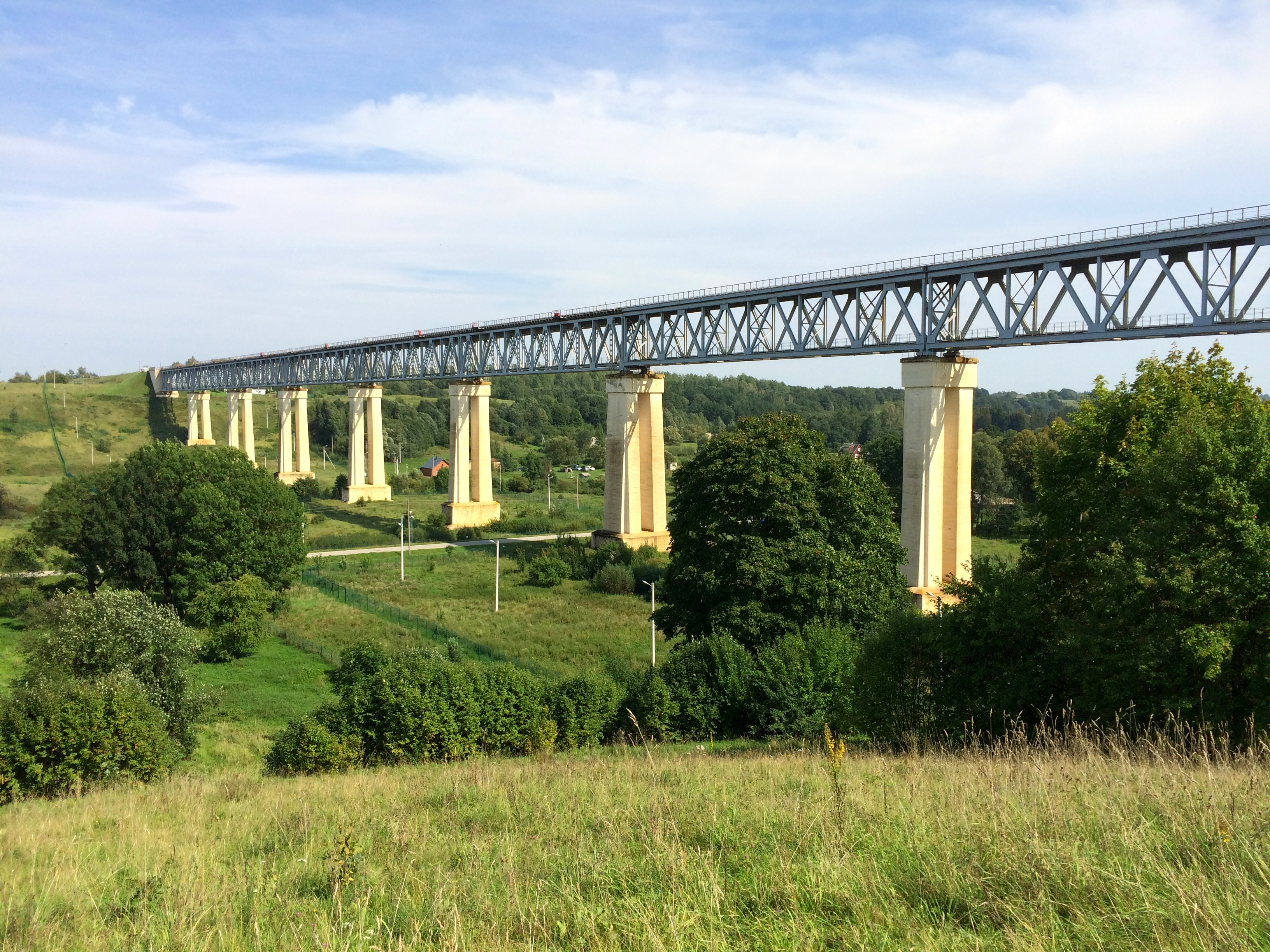
Vedere asupra văii Dubysa
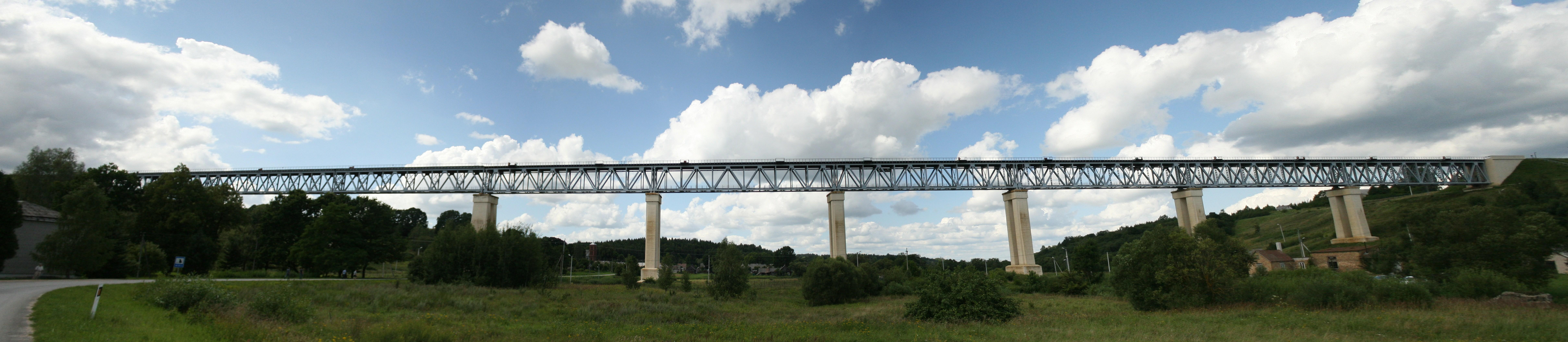
Panoramă de la sol
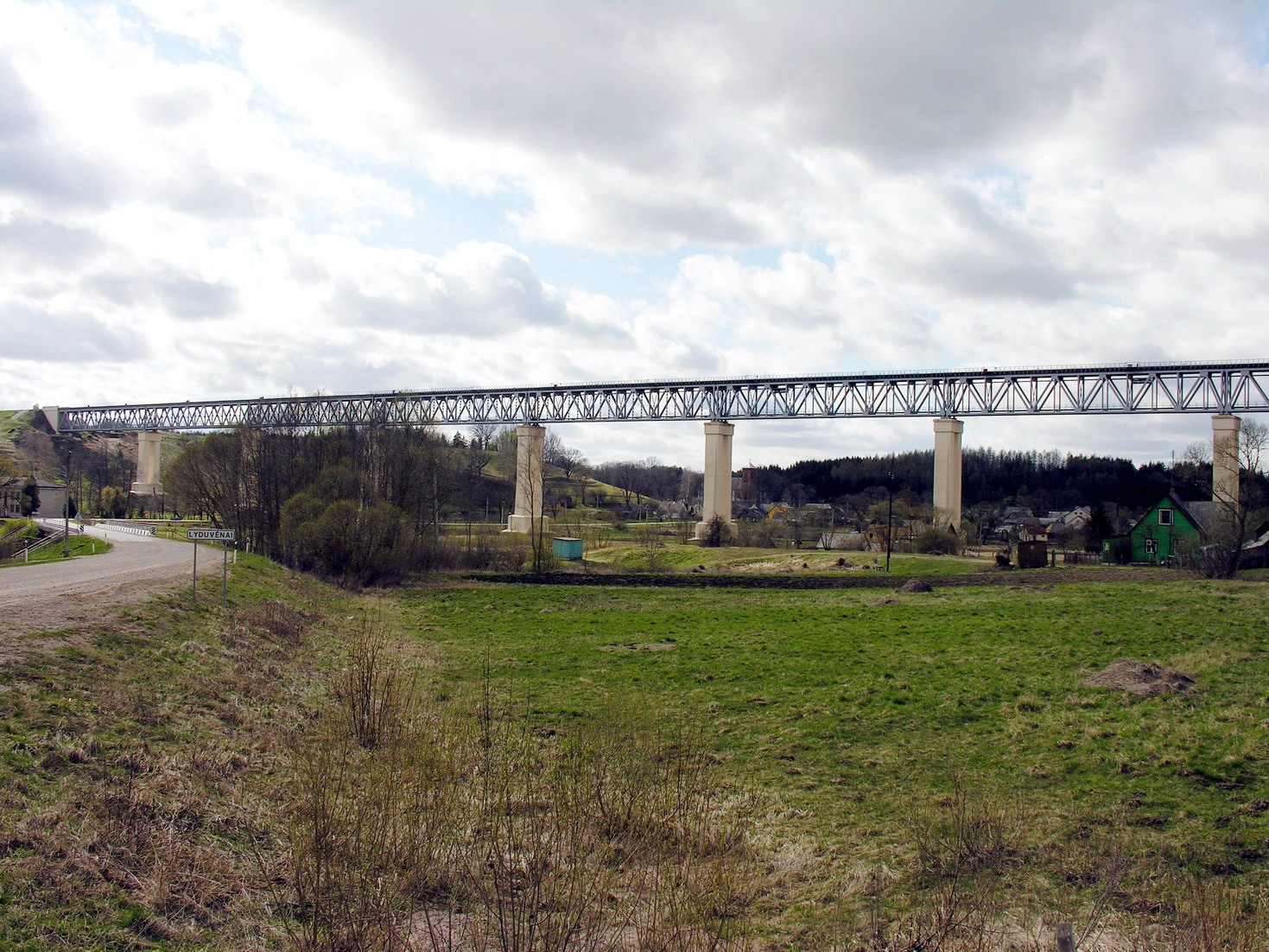
Podul Lyduvėnai în 2007